# سهیر بلحسن
سهیر بلحسن (انگلیسی: Souhayr Belhassen؛ زادهٔ ۱۹ ژوئن ۱۹۴۳) روزنامه‌نگار، و فعال حقوق بشر اهل تونس است. او از سال ۲۰۰۷ رئیس فدراسیون جهانی جامعه‌های حقوق بشر بوده‌است. وی همچنین برندهٔ جوایزی همچون لژیون دونور شده‌است.
سهیر بلحسن در سال ۲۰۱۱ موفق به دریافت جایزهٔ زن سال تکریم عرب شد. این جایزه در ۳۰ اوت ۲۰۱۱ در کتارا واقع در قطر به او اعطا شد.